# 게르하르트 로스

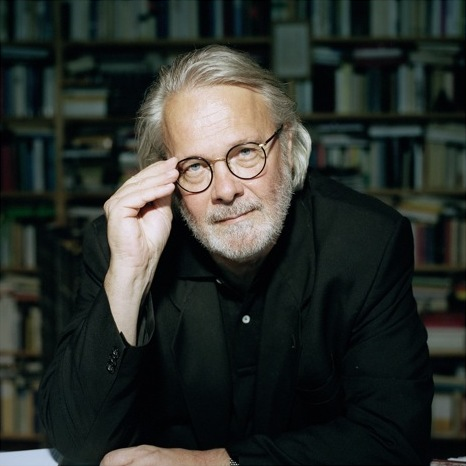

게르하르트 로스(Gerhard Roth, 1942년 6월 24일 ~ 2022년 2월 8일)는 오스트리아의 작가이다.

## 생애
로스는 그라츠에서 태어났다. 의료인 로스의 아들이기도 하여 스스로 의학을 공부하길 바랐으나 곧 문학으로 관심을 돌렸다. 처음에는 컴퓨터 프로그래머로서 삶을 꾸려나갔다.
1976년부터 프리랜서 작가로 일했다. 1979년 함부르크로 옮겼다. 1986년부터는 빈과 슈타이어마르크주 사이를 오갔다.
브루노 크라이스키상(2002년)을 포함한 수많은 문학상을 받았다.
2022년 2월 8일 79세의 나이로 사망했다.